# 鳳山駅 (高雄捷運)
鳳山駅（ほうざんえき）は台湾高雄市鳳山区にある高雄捷運橘線の駅。台鉄屏東線鳳山駅の西南方、直線距離約600メートル（徒歩では900メートル程度）離れた自由路、光遠路と中山西路入口に位置し、駅番号はO12。

## 駅構造
- ホームドア付き島式ホーム1面2線の地下駅であり、2箇所の出入口がある。

### 駅階層
| 地面    | 出入口                       | 出入口                                     |
| 地下1階 | コンコース階                 | コンコース、案内所、自動券売機、自動改札口 |
| 地下1階 | コンコース階                 | トイレ                                     |
| 地下2階 | 1番ホーム                    | ←■橘線 美麗島・哈瑪星方面（鳳山西駅）      |
| 地下2階 | 島式ホーム、左側のドアが開く |                                            |
| 地下2階 | 2番ホーム                    | ■橘線 大寮方面（大東駅）→                  |

### 駅出口
出口1は駅南側、出口2は駅北側にあり、出口2にはバリアフリーのエレベーターがある。
- 出口1：鳳山国小、澄瀾砲台、県立体育場（光遠路南側）
- 出口2：曹公国小、鳳儀書院（中華街東側、光遠路口）

## 利用状況
| 年   | 年間    | 年間    | 年間      | 年間     | 1日平均 | 1日平均 |
| 年   | 乗車    | 下車    | 乗下車計  | 出典     | 乗車    | 乗下車  |
| ---- | ------- | ------- | --------- | -------- | ------- | ------- |
| 2008 | 168,137 | 171,092 | 339,229   | [ 注 1 ] | 1,648   | 3,326   |
| 2009 | 561,701 | 571,348 | 1,133,049 | [ * 2 ]  | 1,539   | 3,104   |
| 2010 | 591,090 | 611194  | 1,202,284 | [ * 3 ]  | 1,619   | 3,294   |
| 2011 | 628,728 | 648,970 | 1,277,698 | [ * 4 ]  | 1,723   | 3,501   |
| 2012 | 684,459 | 700,267 | 1,384,726 | [ * 4 ]  | 1,870   | 3,783   |
| 2013 | 681,228 | 697,597 | 1,378,825 | [ * 4 ]  | 1,866   | 3,778   |
| 2014 | 659,524 | 676,214 | 1,335,738 | [ * 4 ]  | 1,807   | 3,660   |
| 2015 | 616,728 | 630,984 | 1,247,712 | [ * 4 ]  | 1,690   | 3,418   |
| 2016 | 599,909 | 612,576 | 1,212,485 | [ * 4 ]  | 1,639   | 3,313   |
| 2017 | 581,004 | 597,849 | 1,178,853 | [ * 4 ]  | 1,592   | 3,230   |
| 2018 | 603,852 | 617,161 | 1,221,013 | [ * 4 ]  | 1,654   | 3,345   |
| 2019 | 600,823 | 616,614 | 1,217,437 | [ * 4 ]  | 1,646   | 3,335   |
| 2020 | 478,437 | 489,660 | 968,097   | [ * 4 ]  | 1,307   | 2,645   |

- 統計に関する出典

註釈
1. ↑  9月14日開業後の運営日数は109日だが、統計は有料化開始の9月21日以降102日で算出している[* 1] ）

出典
1. ↑  （繁体字中国語）高雄捷運公司 (2009年1月10日). “高雄都會區大眾捷運系統各站旅運量統計表”.   高雄市政府交通局. p. 頁10. 2019年5月5日閲覧。
2. ↑  （繁体字中国語）“高雄都會區大眾捷運系統各站旅運量統計表 中華民國98年”.   高雄市政府捷運工程局. p. 13 (2009年1月10日). 2019年10月27日閲覧。
3. ↑  （繁体字中国語）“高雄都會區大眾捷運系統各站旅運量統計表 中華民國99年”.   高雄市政府捷運工程局. p. 13. 2019年10月27日閲覧。
4. ↑  （繁体字中国語）“高雄都會區大眾捷運系統各站旅運量-年 依 年, 捷運站別 與 入出站”.   高雄市政府交通局 (2021年3月12日). 2021年3月12日閲覧。 高雄市統計資訊服務網

## 歴史
- 2008年9月14日 - 開通[1]。
- 2008年9月21日 - 開通式典が行われた。

## 隣の駅
高雄捷運
■橘線
鳳山西駅 - 鳳山駅 - 大東駅